# 15009 Johnwheeler
15009 Johnwheeler è un asteroide della fascia principale interna. Scoperto nel 1998, presenta un'orbita caratterizzata da un semiasse maggiore pari a 1,950354 UA e da un'eccentricità di 0,114516, inclinata di 22,879091° rispetto all'eclittica.
Fa parte della famiglia di asteroidi Hungaria.